# Грузино-іранські відносини
Грузино-іранські відносини - двосторонні дипломатичні відносини між Грузією та Іраном.

## Історія
У 1991 Грузія здобула незалежність у зв'язку з розпадом Радянського Союзу і почала встановлювати контакти з Іраном у багатьох сферах, у тому числі: енергетика, транспорт, торгівля, освіта та наука.
15 травня 1992 встановлено дипломатичні відносини між країнами. Іран став одним із найважливіших торгових партнерів Грузії, функціонує міжурядова спільна економічна комісія.
У 2008 через свої тісні відносини з Росією та Грузією, Іран намагався залишатися відносно нейтральним під час П'ятиденної війни. Міністр закордонних справ Ірану Манучехр Моттакі заявив, що цей конфлікт може призвести до початку нової Холодної війни і запропонував виступити посередником у припиненні вогню між Грузією та Росією. Після того, як Росія визнала незалежність Абхазії та Південної Осетії, посол Ірану в Росії Саджаді Реза зробив заяву, що Іран не визнає незалежності цих частково визнаних держав. Проте Саджаді Реза також сказав, що Іран співчуває народам Абхазії та Південної Осетії, а також те, що Тегеран співпрацюватиме з Москвою у розвитку економіки цих двох частково визнаних держав.
У травні 2015 між урядами Грузії та Ірану велися переговори щодо будівництва двох електростанцій у Грузії за участю іранського капіталу.

## Торгівля
У 2015 на Іран припало 1,62% від усього експорту Грузії, а до Грузії надійшло 1,19% від загального обсягу іранського експорту.
Експорт Ірану до Грузії: продукти харчування, нафтохімічні та фармацевтичні продукти. З іншого боку, Іран намагається розвивати своє нафтохімічне виробництво і, отже, диверсифікації економіки домінують видобутку нафти та газу. Грузинський ринок є основним споживачем наступних іранських товарів: бітум (80 % від загального обсягу виробленого в Грузії), нафтовий кокс (57,8 %), термополіроване скло (57 %), виноград (51 %), а також мішки та сумки (33 %).
У 2015 Грузія експортувала до Ірану товарів на суму 35 782 000 доларів США.